# Reffannes
Reffannes is een gemeente in het Franse departement Deux-Sèvres (regio Nouvelle-Aquitaine) en telt 351 inwoners (1999). De plaats maakt deel uit van het arrondissement Parthenay.

## Geografie
De oppervlakte van Reffannes bedraagt 8,6 km², de bevolkingsdichtheid is 40,8 inwoners per km².
De onderstaande kaart toont de ligging van Reffannes met de belangrijkste infrastructuur en aangrenzende gemeenten.

## Demografie
Onderstaande figuur toont het verloop van het inwonertal (bron: INSEE-tellingen).